# هاين فروده هانسن
هاين فروده هانسن هو طبال نرويجي، ولد في 25 مارس 1972.

## وصلات خارجية
- هاين فروده هانسن على موقع ميوزك برينز (الإنجليزية)
- هاين فروده هانسن على موقع ديسكوغز (الإنجليزية)